# Пушкинская улица (Владивосток)
Пу́шкинская у́лица — улица в историческом центре Владивостока.
Образовалась в результате переименования Госпитальной улицы (в 1887 году, в память о 50-летии со дня смерти А. С. Пушкина). В 1907 году к ней была присоединена Вторая Портовая улица, ещё через три года — Лазаревская улица.

## Известные здания
- Дом Н.В. Соллогуба (дом 7)
- Главный корпус ДВГТУ (дом 10)
- Лютеранская кирха (дом 14)
- Здание Китайского консульства (дом 19)
- Представительство МИД России во Владивостоке (дом 25)
- Пушкинский театр (дом 27)
- Генеральное Консульство США (дом 32)
- Горный корпус ДВГТУ (дом 33)
- Женская гимназия, ныне школа № 9 (дом 39)
- Машиностроительный факультет ДВГТУ (дом 41)
- Ленинский районный суд, Прокуратура Ленинского района (дом 63)
- Институт истории, археологии и этнографии народов Дальнего Востока ДВО РАН (дом 89)